# Сточек (Радинський повіт)
Сточек (пол. Stoczek) — село в Польщі, у гміні Чемерники Радинського повіту Люблінського воєводства.
Населення — 458 осіб (2011).
У 1975-1998 роках село належало до Білопідляського воєводства.

## Демографія
Демографічна структура станом на 31 березня 2011 року:
|          | Загалом | Допрацездатний вік | Працездатний вік | Постпрацездатний вік |
| -------- | ------- | ------------------ | ---------------- | -------------------- |
| Чоловіки | 228     | 52                 | 154              | 22                   |
| Жінки    | 230     | 42                 | 117              | 71                   |
| Разом    | 458     | 94                 | 271              | 93                   |